# Communio
Communio. Międzynarodowy Przegląd Teologiczny – międzynarodowe czasopismo katolickie założone w 1972. Jego inicjatorem był Hans Urs von Balthasar i Henri de Lubac (przy współpracy m.in. Josepha Ratzingera).
Pismo jest wydawane w kilkunastu językach, jako pierwsze powstały wersje niemiecka i włoska. Każdy numer poświęcony jest jednemu tematowi. „Communio” przeciwstawia się zarówno próbom laicyzacji życia chrześcijańskiego, jak i radykalnym interpretacjom teologicznym doktryny Soboru Watykańskiego II. Celem pisma jest budowanie jedności kościelnej (łac. communio) opartej na harmonii kultury z wiarą i na dialogu między różnymi kulturami a także szeroko rozumiana ewangelizacja. Pismo podejmuje ważne tematy wiary (np. wyznanie wiary, sakramenty, Błogosławieństwa) oraz ukazuje współczesne problemy polityczne i gospodarcze w świetle Ewangelii. Teksty autorów z całego świata zgrupowane są w 3 działach: problematycznym, krytyczno-sprawozdawczym i recenzyjno-informacyjnym. Pismo jest skierowane zarówno do wykształconych teologów i filozofów, jak i do duszpasterzy i studentów. Autorami piszącymi w „Communio” byli m.in.: Hans Urs von Balthasar, Guy Bedouelle, Walter Kasper, Karl Lehmann, Henri de Lubac, Paul Poupard, Joseph Ratzinger, Leo Scheffczyk, Karol Wojtyła.
Polska wersja językowa była wydawana od 1981, a jej redakcja początkowo mieściła się w Ołtarzewie k. Warszawy. Obecnie siedziba mieści się w Poznaniu. Redaktorami naczelnymi byli pallotyni ks. Kazimierz Dynarski ks. Lucjan Balter ks. Paweł Góralczyk, ks. Sławomir Pawłowski. Obecnie Redaktorem naczelnym jest ks. Jarosław M. Lipniak, kierownik Katedry Ekumenizmu i Dialogu Międzykulturowego Papieskiego Wydziału Teologicznego. 
Uzupełnieniem polskiej wersji „Communio” były cykliczne monografie publikowane od 1986 w serii „Kolekcja Communio”.